# لباس تخرج

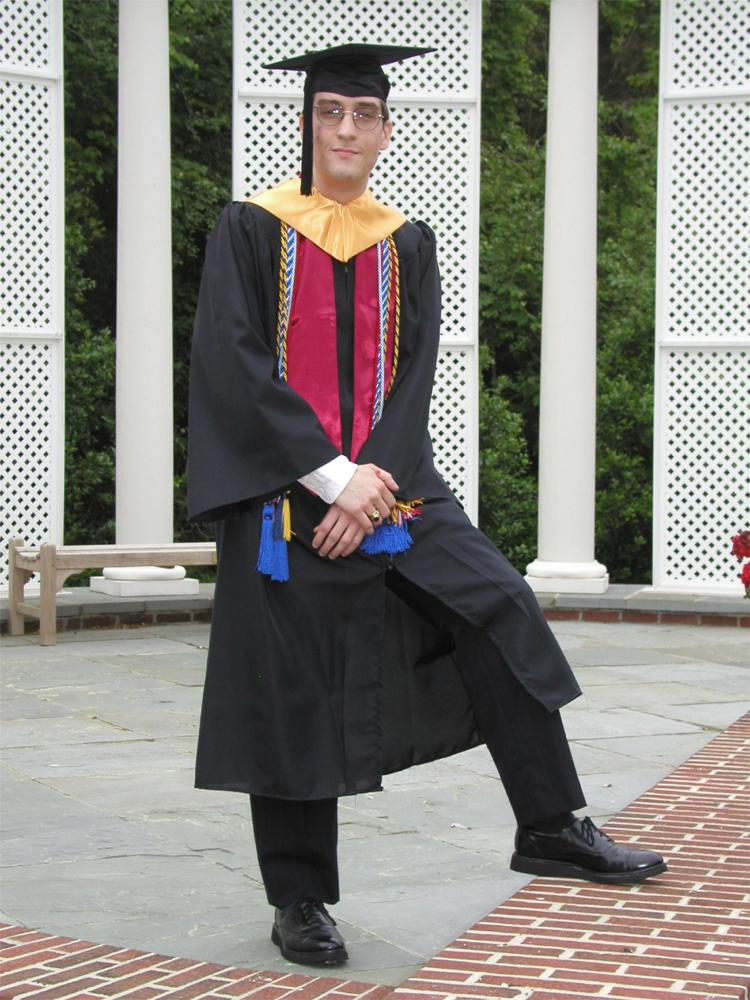
زي حفلة التخرج

زي التخرج أو اللباس الأكاديمي (بالإنجليزية: Academic dress)‏ هي ملابس أكاديمية تقليدية غالباً يلبس عند التخرج من مراحل الدراسة العليا، أو في حفلات التخرّج الجامعية. من الجدير بالذكر أن هذا الزي كان سابقاً لباساً رسمياً يلبسه يومياً طلاب بعض الجامعات العريقة، أما اليوم فيقتصر استخدامه على التخرّج.
يتكون هذا اللباس بشكل عام اليوم من العباءة، قبعة تكون على الغالب مربعة الشكل. يلبس اللباس الأكاديمي أيضاً من قبل بعض أعضاء المجتمع العلمي بشكل رسمي.
اختلفت الأقوال وتضاربت حول معرفة ما أصلهما، فيقول البعض: “إن الروب الأسود يرجع إلى القساوسة والرهبان في العصور الوسطى، حيث كانوا يمثلون رجال الدين للدولة، وكذلك كانوا يقومون بمهمة التدريس للطلاب، وعندما ينهى الطالب دراسته يصبح راهبا فيرتدى هذا الزى الموحد للكهنة والرهبان”.

أما عن القبعة فكانت تستخدم في القرنين الرابع والخامس لتمييز الفلاسفة والفنانين عن عامة الشعب، كما كان يستخدم العرب المسلمين في الأندلس هذه القبعة لوضع المصحف فوقها حتى يُطبّقوا قول الله تعالى “وفوق كل ذى علم عليم”.